# Esterol
Os esterois são esteroides com 27 a 29 átomos de carbono. Sua estrutura química deriva do ciclopentanoperidrofenantreno ou esterano - cuja molécula contém 17 átomos de carbono, dispostos em três anéis hexagonais e um pentagonal.  Nos esteróis, há uma cadeia lateral adicional de oito ou mais átomos de carbono, ligada ao carbono-17, e um grupo álcool ou hidroxila (-OH), ligado ao carbono-3.
Essas substâncias são encontradas em abundância nos organismos vivos, principalmente em animais e em algumas algas vermelhas. São solúveis em solventes orgânicos e têm um elevado ponto de fusão.
O esterol propriamente dito é um álcool secundário, no qual uma hidroxila está ligada a um composto tetracíclico.

## Tipos de esteróis
Os esteróis se caracterizam por ter o álcool como função orgânica oxigenada .
O esterol mais comum nos animais é o colesterol, que constitui parte das membranas de todas as células eucariotas e micoplasmas.

Colesterol.

Plantas superiores contêm fitosterol, que é uma mistura de composição variável, constituída de três componentes: campesterol, sitosterol e estigmasterol.
Fungos e leveduras contêm esteróis do tipo ergosterol, que são precursores da vitamina D. Organismos marinhos, como as estrelas do mar, contêm esteróis muito característicos, com insaturações no carbono-7, por exemplo, em lugar do carbono-5,  como é típico dos esteróis terrestres (plantas e animais).